# Критина, Александра Дмитриевна
Александра Дмитриевна Критина (22 апреля 1912, село Новомихайловка , область Войска Донского — 1991, село Светоч, Николаевская область) — колхозница, свинарка колхоза «Путь Ленина» Лысогорского района Николаевской области, Украинская ССР. Герой Социалистического Труда (1958).

## Биография
Родилась 22 апреля 1912 года в крестьянской семье в селе Новомихайловка области Войска Донского (ныне Тацинский район Ростовской области). С 11-летнего возраста трудилась в хозяйстве родителей.
В 1929 году вступила в колхоз в родном селе. В 1933 году переехала в село Дороцкая Григориопольского района (сегодня — Дубоссарский район) Молдавской ССР. Работала дояркой в местном колхозе.
Во время оккупации находилась в селе Соколовка Братского района Николаевской области. С 1947 года до выхода на пенсию в 1964 году работала свинаркой в колхозе «Путь Ленина» Лысогорского района Николаевской области и позднее — заведующей свинофермой колхоза «Заря» Первомайского района Николаевской области.
В 1958 году была удостоена звания Героя Социалистического Труда «за особые заслуги в развитии сельского хозяйства и достижение высоких показателей по производству зерна, сахарной свеклы, мяса, молока и других продуктов сельского хозяйства и внедрение в производство достижений науки и передового опыта».
После выхода на пенсию проживала в селе Светоч Первомайского района, где скончалась в марте 1991 года.

## Награды
- Герой Социалистического Труда — указом Президиума Верховного Совета СССР от 26 февраля 1958 года
- Орден Ленина